# Convento de San Diego (Sanlúcar de Barrameda)
El Convento de San Diego de Sanlúcar de Barrameda fue un convento católico de franciscanos situado en el municipio español de Sanlúcar de Barrameda, en la andaluza provincia de Cádiz. Forma parte del Conjunto histórico-artístico y de la Ciudad-convento de Sanlúcar de Barrameda.